# Samuil (kommun)
Samuil (bulgariska: Самуил) är en kommun i Bulgarien.   Den ligger i regionen Razgrad, i den nordöstra delen av landet, 300 km öster om huvudstaden Sofia.
Kommunen Samuil delas in i:
- Bogdantsi
- Bogomiltsi
- Vladimirovtsi
- Goljama voda
- Goljam izvor
- Zjeljazkovets
- Zdravets
- Krivitsa
- Nozjarovo
- Ptjelina
- Chuma
- Chărsovo

Följande samhällen finns i kommunen Samuil:
- Samuil